# Carl Amesmaier München
Carl Amesmaier München war ein deutscher Hersteller von Automobilen.

## Unternehmensgeschichte
Karl Amesmaier (* 1921), nach anderen Quellen Carl Amesmaier oder Karl Amsmeier, war gelernter Bauschlosser. 1945 übernahm er den Betrieb seines Vaters in München. 1951 begann die Produktion von Automobilen. Der Markenname lautete CAM. 1956 oder 1957 endete die Produktion. Eine Quelle gibt an, dass vier Exemplare verkauft wurden. Eine andere Quelle gibt an, dass zwei Einzelstücke und vier weitere Fahrzeuge einer Kleinserie entstanden.

## Fahrzeuge
Das Unternehmen stellte Kleinstwagen her. Die Fahrzeuge hatten Frontmotor und Frontantrieb. Die offenen Karosserien bestanden aus Stahl und boten zwei Personen Platz.

### Erster Prototyp
Das erste Fahrzeug entstand 1951. Für den Antrieb sorgte ein Zweizylinder-Zweitaktmotor von Lloyd. Der Motor entwickelte aus 296 cm³ Hubraum 10 PS. Eine andere Quelle nennt 54 mm Bohrung, 64 mm Hub und 293 cm³ Hubraum. Das Fahrzeug wog 460 kg. Es entstand nur ein Exemplar.

### Zweiter Prototyp
Im zweiten Fahrzeug von 1952 kam wiederum ein Zweizylindermotor von Lloyd zum Einsatz. Der Motor leistete 13 PS aus 398 cm³ Hubraum. Eine andere Quelle nennt 293 cm³ Hubraum und 10 PS Leistung wie beim ersten Fahrzeug. Auch hiervon entstand nur ein Exemplar.

### Serienmodell
Das Serienmodell erschien 1956. Allerdings gibt eine andere Quelle davon abweichend den Produktionszeitraum von 1953 bis 1956 an.  Es war ein zweisitziger Roadster mit Allwetterverdeck und auf Wunsch lieferbarem Coupédach. Die Frontscheibe war gewölbt und einteilig. Für den Frontantrieb sorgte ein Zweizylinder-Viertakt-Boxermotor von Zündapp. Die Leistung betrug 28 PS, in der Sportausführung 33 PS aus 597 cm³ Hubraum. Die Höchstgeschwindigkeit war mit 125 km/h bzw. 135 km/h angegeben. Einige Fahrzeuge waren mit hydraulischen Bremsen ausgestattet. Manche Teile wie die Scheinwerfer und die Türgriffe stammten vom VW Käfer. Das Dreiganggetriebe kam je nach Quelle von Gutbrod oder Hurth Getriebe und Zahnräder. Die beiden oberen Gänge waren synchronisiert. Der Neupreis betrug laut einer Quelle 5000 DM. Nach einer anderen Quelle betrug der Preis bei handwerklicher Fertigung 6500 DM; er sollte bei „einer Serienerzeugung von zirka 10 Stück täglich auf 4500 DM“ sinken. Das letzte Fahrzeug war bei einer Spurweite von 113 cm (vorne) bzw. 118 cm (hinten) und einem Radstand von 200 cm 360 cm lang, 144 cm breit und 117 cm hoch. Die Maße der vorherigen Modelle können geringfügig abweichen. Das Leergewicht war mit 560 kg bis 630 kg angegeben. Von diesem Modell entstanden vier Exemplare.